# Fabian Benko
Fabian Benko (München, 5 juni 1998) is een Duits voetballer die bij voorkeur als offensieve middenvelder speelt. Hij stroomde in 2016 door vanuit de jeugd van Bayern München.

## Clubcarrière
Benko werd geboren in München als zoon van Kroatische ouders. Hij speelde in de jeugd bij SV Waldeck Obermenzing en Bayern München. Op 3 september 2015 kreeg hij zijn eerste contract, dat in werking trad in juni 2016 en hem op de club houdt tot medio 2018. In januari 2016 mocht de middenvelder met het eerste elftal mee op tournee naar Doha. Op 19 augustus 2016 debuteerde hij in de DFB-Pokal tegen Carl Zeiss Jena. Hij kwam na 77 minuten het veld op als vervanger van Arturo Vidal.

## Clubstatistieken
| Seizoen     | Club           | Competitie  | Competitie | Competitie | Beker | Beker | Internationaal | Internationaal | Totaal | Totaal |
| Seizoen     | Club           | Competitie  | Wed.       | Dlp.       | Wed.  | Dlp.  | Wed.           | Dlp.           | Wed.   | Dlp.   |
| ----------- | -------------- | ----------- | ---------- | ---------- | ----- | ----- | -------------- | -------------- | ------ | ------ |
| 2016/17     | Bayern München | Bundesliga  | 0          | 0          | 1     | 0     | 0              | 0              | 1      | 0      |
| 2017/18     | Bayern München | Bundesliga  | 0          | 0          | 0     | 0     | 0              | 0              | 0      | 0      |
| Club totaal | Club totaal    | Club totaal | 0          | 0          | 1     | 0     | 0              | 0              | 1      | 0      |

Bijgewerkt t/m 30 september 2017